# Абу'л Касім ібн Хаммуд
Абу'л Касім ібн Хаммуд (*д/н — після 1087) — емір Янніської тайфи в 1068—1087 роках. У християн відомий як Тамітто.

## Життєпис
Походив зі знатного берберського роду. Був військовиком еміра Айюба ібн Таміма. Після поразки і втечі того з Сицилії в 1068 році став фактично незалежним правителем Агрігента. Невдовзі оголосив себе еміром. Переніс столицю до більш укріпленного міста — Каср-Янні.
Протягом 1070-х років здійснював рейди проти норманського гарфа Рожера I. Разом з тим не виявив значної військової активності. Так у 1071 році не надав значної допомоги обложеному місту Палермо, внаслідок чого його захопили нормани. Також майже залишив напризволяще зірідську залогу в Драпані, в результаті 1077 року місто впало.
Загалом відбувалися загальні рейди в норманські володіння. Втім з кінця 1070-х років емір перейшов до оборони. Його володіння постійно шарпали норманські лицарі. В результаті 1086 році Рожер I захопив місто Агрігент, де перебували дружина і діти Ібн Хаммуда. Також емір опинився відрізаним під портів, куди прибувало поповнення з Північної Африки.
Це стало приводом початку перемовин між ними. Граф Сицилії запропонував Ібн хаммуду здати Каср-Янні. Той погодився з пропозицією і навіть висловив бажання прийняти хрещення, але пояснив, що боїться помсти мусульман. В результаті за угодою Ібн Хаммуд з загоном своїх вирушив в похід, по дорозі зустрів велику норманську армію і здався в полон. Дізнавшись про полонення еміра, залога Каср-Янні здався без бою. Ібн Хаммуд з родиною хрестилися, отримавши ім'я та прізвище Рожер Хамут. Після цього отримав феод в Калабрії — Мілето — і назавжди залишив Сицилію. Подальша доля невідома.